# Acridocarpus vivy
Acridocarpus vivy là một loài thực vật có hoa trong họ Malpighiaceae. Loài này được Arènes mô tả khoa học đầu tiên năm 1945.